# La Gouesnière
Gouesnière (bret. Gouenaer) – miejscowość i gmina we Francji, w regionie Bretania, w departamencie Ille-et-Vilaine.
Według danych na rok 1990 gminę zamieszkiwały 942 osoby, a gęstość zaludnienia wynosiła 108 osób/km² (wśród 1269 gmin Bretanii Gouesnière plasuje się na 595. miejscu pod względem liczby ludności, natomiast pod względem powierzchni na miejscu 881.).